# Геттер, Матильда
Мати́льда Алекса́ндра Ге́ттер (пол. Matylda Aleksandra Getter; 25 февраля 1870, Варшава, Польское царство, Российская империя — 8 августа 1968, Варшава, Польская Народная Республика) — монахиня Римско-католической церкви в Польше, настоятельница провинции Конгрегации сестёр-францисканок Семьи Марии (RM), настоятельница монастыря в Варшаве, социальный работник. Во время Второй мировой войны и нацистской оккупации Польши сотрудничала с Советом помощи евреям. Спасла сотни детей из Варшавского гетто.
Кавалер ордена Возрождения Польши. Государство Израиль посмертно удостоило её почётного звания праведницы народов мира.

## Биография

### Семья и ранние годы
Родилась 25 февраля 1870 года в Варшаве, в многодетной семье Кароля Геттер и Матильды, урождённой Немиской. Отец её владел мясной лавкой. Мать была домохозяйкой. У семейной четы Геттер родились десять детей: семь сыновей — Кароль, Владислав, Чеслав, Антоний, Генрик, Юлиуш, Эдмунд и три дочери — Матильда, Изабела, Мария. Дом родителей находился рядом с гетто для евреев, жизнь в котором была тяжёлой из-за изоляции и, как следствие, бедности его обитателей. С самого детства Матильда была свидетельницей печальных последствий антисемитизма. Самая старшая из сестёр, она, став монахиней, не поддерживала с родственниками тесного общения. Однако, когда во время Второй мировой войны Матильда обратилась к ним за помощью, они ей помогли.
С 1881 по 1884 год Матильда обучалась в Варшаве в закрытом пансионе для девочек, которым тайно руководили сёстры-францисканки Семьи Марии, потому что в Российской империи была запрещена деятельность монашеских орденов Римско-католической церкви.

### Монашество
По совету своего духовника 10 апреля 1887 года она вступила в Конгрегацию сестёр-францисканок Семьи Марии, чтобы заботиться о детях из бедных семей и сиротах. Тайный дом сестёр, в который её приняли, находился в Варшаве на улице Желязна. Сёстры носили мирскую одежду, но жили по уставу конгрегации. Новициат Матильда начала в доме сестёр в Одессе 10 декабря 1887 года. 8 декабря 1889 года она принесла временные, а 23 января 1895 года — вечные обеты, оставив в монашестве лишь одно из двух имён, которые получила при крещении.
Став монахиней, она посвятила себя педагогической и благотворительной деятельности. За время пребывания в Одессе, Матильда окончила гимназию и, сдав экзамены, получила диплом гувернантки с преподаванием французского языка. Диплом был выдан ей Одесским учебным округом 14 октября 1893 года. В 1890—1898 годах Матильда преподавала девочкам в рабочей школе. В 1898—1903 годах руководила детским приютом на улице Молдаванка в Одессе, на которой жили преимущественной евреи. В 1893 и 1900 годах, сопровождая генеральную настоятельницу конгрегации, дважды посетила Рим.
В 1903 году Матильда была направлена на служение в дом сестёр в Санкт-Петербурге, при котором действовали школа для девочек, сиротский приют и больница. В 1908 году она снова посетила Рим, где пробыла четыре месяца у сестёр-францисканок миссионерок Марии. Планировалось объединение этой конгрегации из Франции с той, к которой принадлежала Матильда. В конце 1908 года она вернулась в Варшаву и возглавила главный дом сестёр-францисканок Семьи Марии.
До Второй мировой войны работала социальным работником. Трудилась, главным образом, в центральной Польше и на востоке страны, на территории современных Литвы и Белоруссии. Её деятельность была отмечена рядом государственных наград.
В сентябре 1939 года Матильда Геттер получила назначение на место провинциальной настоятельницы в дом института в Варшаве по адресу улица Хожей, 53.

### Во время войны
С началом Второй мировой войны монахини открыли приют для 500 гражданских лиц, оказывая всем медицинскую и социальную помощь. В 1944 году этот пункт стал госпиталем для участников Варшавского восстания. Во время оккупации монахини держали открытой кухню, которая кормила около 300 бедных людей ежедневно.
Матильда Геттер сотрудничала с польским движением сопротивления, передавая подполью фальшивые документы для лиц, преследуемых нацистскими оккупантами. В детских домах конгрегации в Анине, Бялоленке, Хотомуве, Плудахе и Варшаве настоятельница скрывала детей евреев из Варшавского гетто. В 1942 году она приняла решение, что институт примет каждого ребёнка, нуждающегося в помощи. Во время оккупации монахини спасли от 250 до 550 детей из гетто. Матильда Геттер рисковала своей жизнью, принимая их в детские дома и скрывая взрослых евреев под видом работников института. Она взяла на себя ответственность за подготовку фальшивых свидетельств о рождении. Спасённые ею дети называли её «матушкой».

### Смерть и память
Матильда Геттер умерла 8 августа 1968 года в Варшаве, в Польской Народной Республике. Она была посмертно награждена медалью Праведника мира 17 января 1985 года.